# Александровка (Глубоковский район)
Александровка (каз. Александровка) — упразднённое село в Глубоковском районе Восточно-Казахстанской области Казахстана. Входило в состав Куйбышевского сельского округа. Ликвидировано в 1999 г.

## Население
По переписи 1989 г. в селе проживало 3 человека. Национальный состав: русские.